# لوبنی
لوبنی (به اوکراینی: Лубни́) شهری در استان پولتاوا در کشور اوکراین واقع شده‌است. جمعیت این شهر ۴۴,۵۹۵ (۲۰۲۱ تخمینی) نفر است.

## نگارخانه

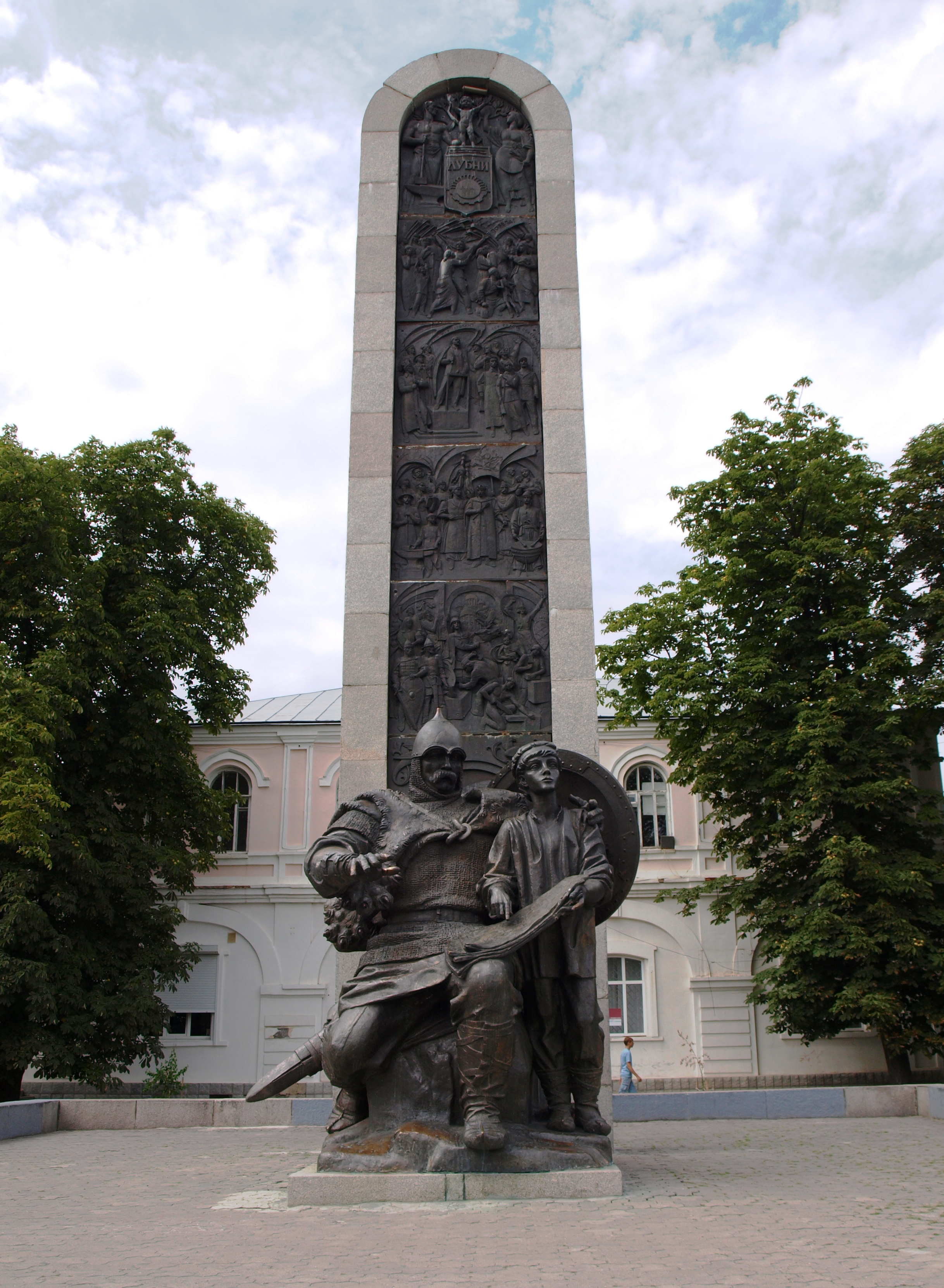
The monument to 1000-year anniversary of Lubny
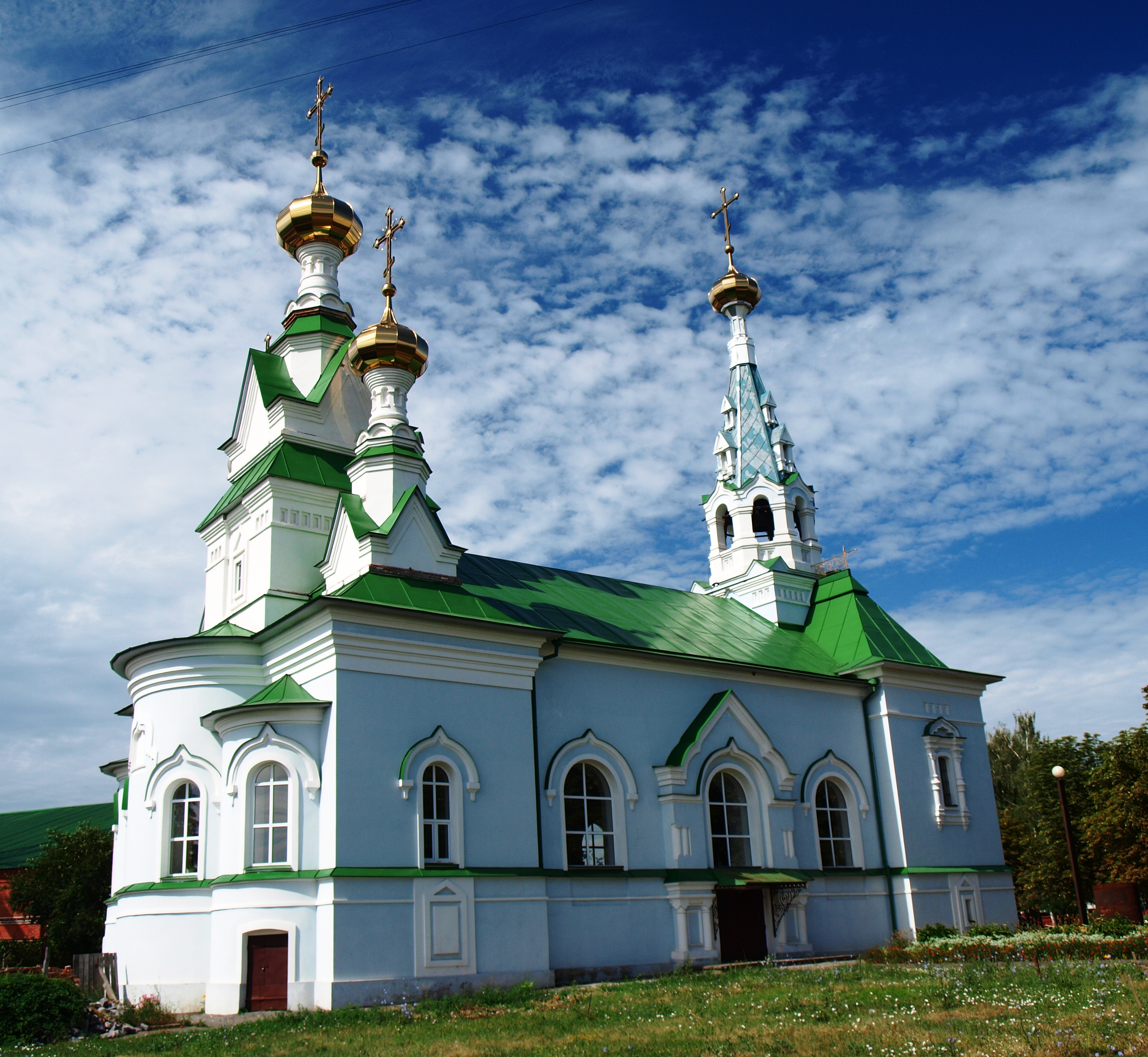
The church of Virgin Mary's Birthday (19th century)
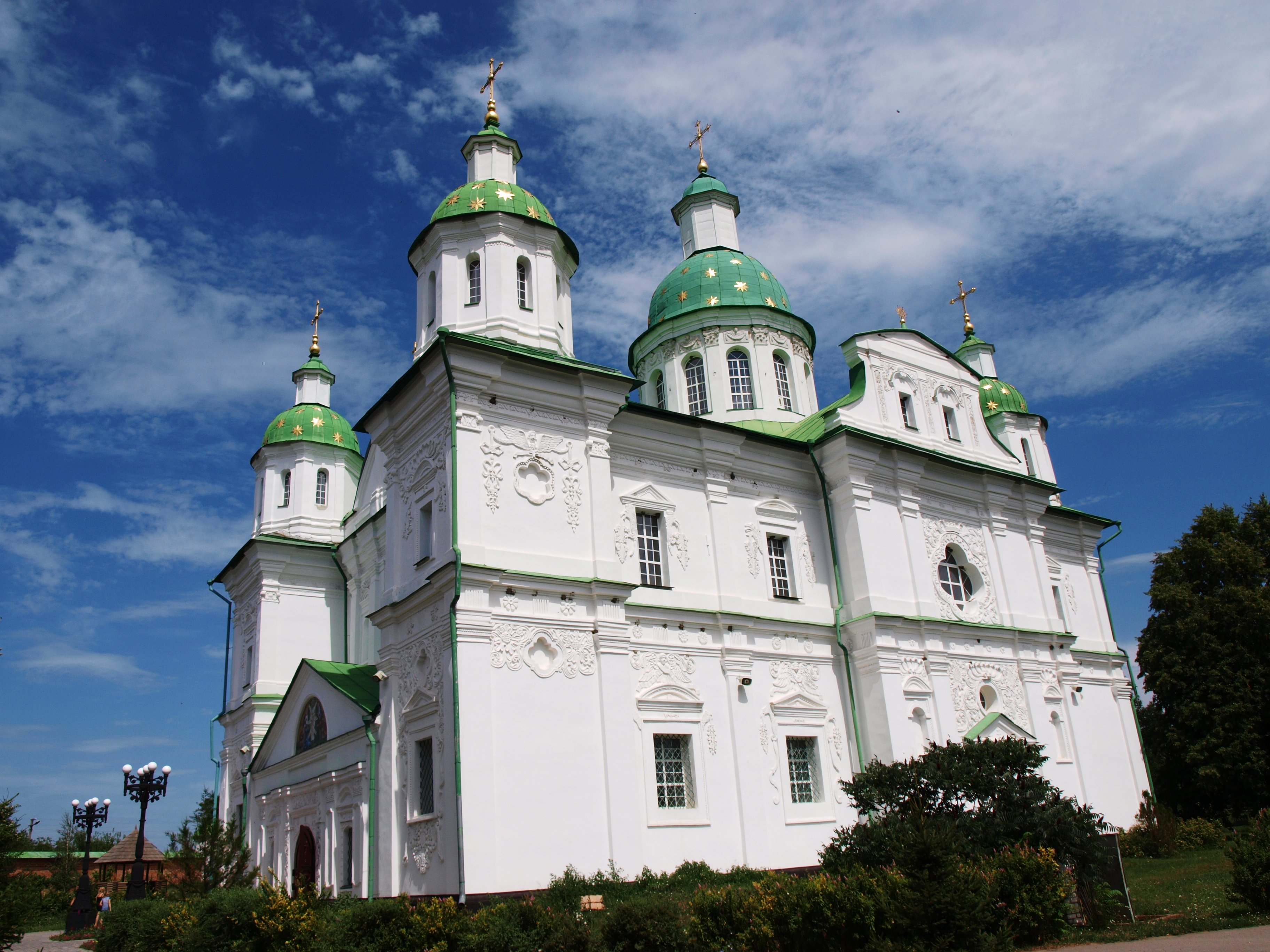
The Mhar's monastery. The cathedral (17th century)
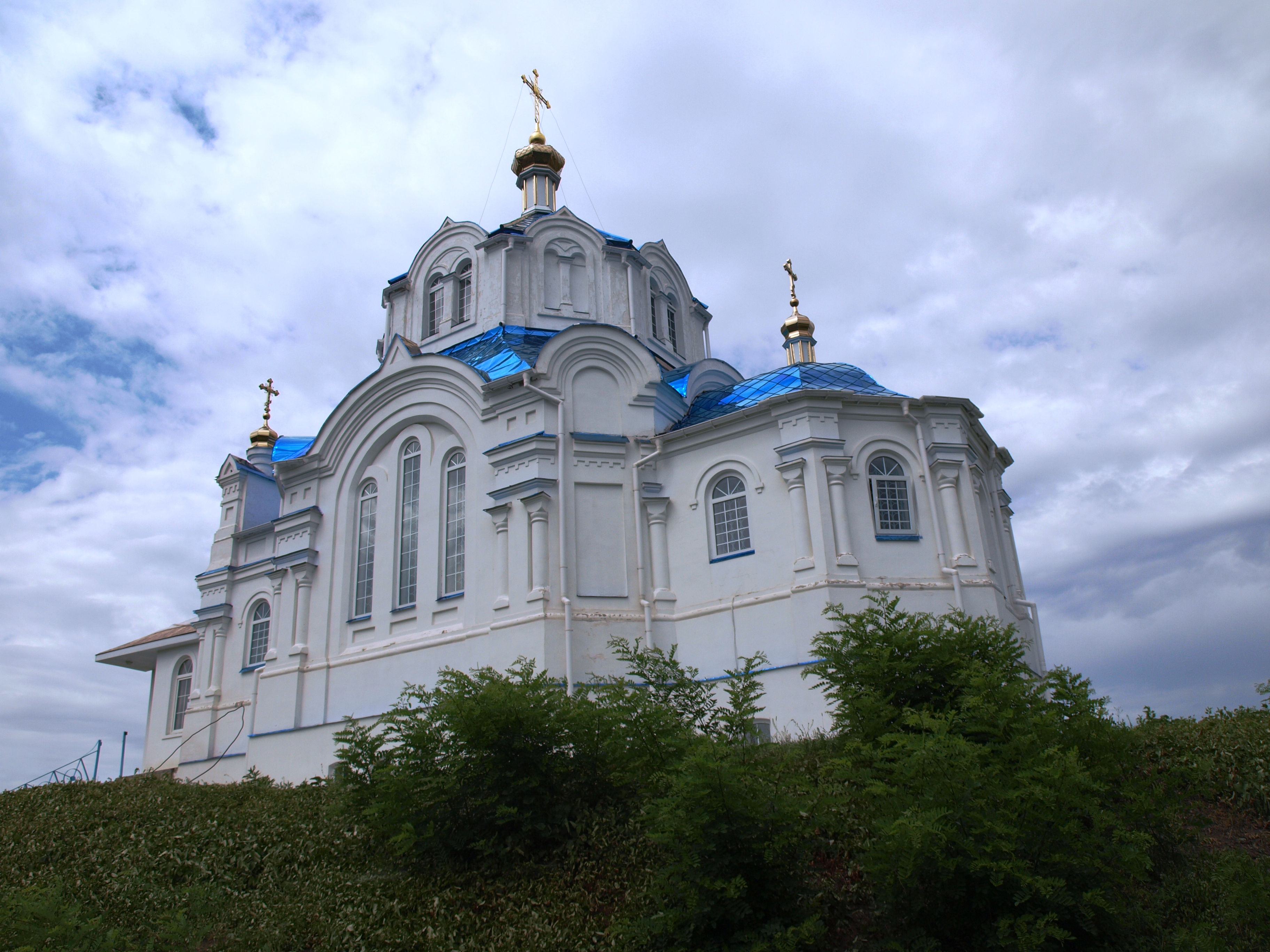
The Mhar's monastery. The church